# 조엘리 피셔
졸리 피셔(Joely Fisher, 영어 발음: /ˈdʒoʊli/, 1967년 10월 29일 ~ )는 미국의 배우이다.

## 출연 작품

### 영화
- 프리티 걸 (1987, Pretty Smart)
- 너를 위하여 (1994, I'll Do Anything)
- 마스크 (1994)
- 라이프세이버 (1994)
- 위험한 동반자 (1994, The Companion)
- 패밀리 플랜 (1997, Family Plan)
- 위험한 이웃 (1997, Seduction in a Small Town)
- H20 바이러스 (1998, Thirst)
- 형사 가제트 (1999)
- 파라다이스 스토커 (1999, Kidnapped in Paradise)
- 노스트라다무스 (2000, Nostradamus)
- Slingshot (2005)
- 아메리칸 호스트 (2007, Cougar Club)
- 당신 (2009, You)
- 킬링 윈스턴 존스 (2014, Killing Winston Jones)
- 서치 엔진스 (2016, Search Engines)

### 텔레비전
- 슈퍼맨 (1996-98) - 목소리
- 더 데일리 쇼 (1997-99)
- 더 레이트 레이트 쇼 위드 크레이그 킬본 (1999-2004, The Late Late Show with Craig Kilborn)
- 위기의 주부들 (2005)
- 더 레이트 레이트 쇼 위드 크레이그 퍼거슨 (2005-11)
- 틸데스 (2006-10,'Til Death)
- 아메리칸 아이돌 (2007-09)